# Brama Nowa w Jerozolimie
Brama Nowa (hebr.: השער החדש, Ha-Sza'ar ha-Chadasz; arab.: باب الجديد, Al-Bab al-Dżadid) – jedna z ośmiu bram Starego Miasta Jerozolimy. Brama prowadząca do Dzielnicy Chrześcijańskiej.

## Historia

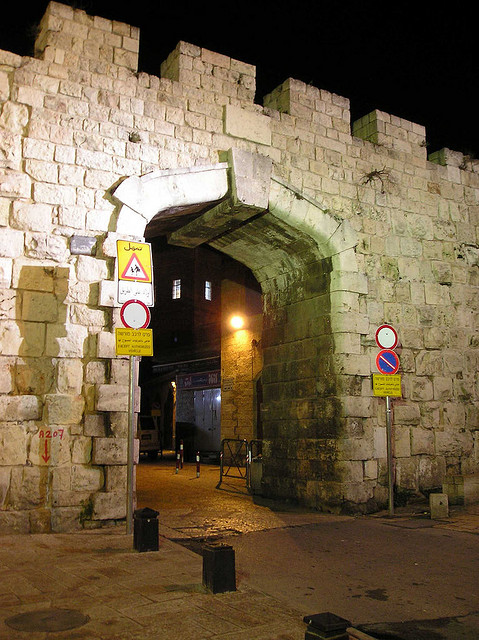
Brama Nowa na początku XXI wieku.

Brama została wybudowana w 1887, by umożliwić lepszą komunikację pomiędzy instytucjami chrześcijańskimi, mającymi swoje siedziby poza murami Starego Miasta Jerozolimy i klasztorami oraz patriarchatami Dzielnicy Chrześcijańskiej. W 1898 przejeżdżał przez nią cesarz niemiecki Wilhelm II.
Podczas przynależności miasta do Jordanii brama została w 1948 zamknięta i po 1967 ponownie otworzona.

## Turystyka
Brama Nowa wychodzi na ulicę Ha-Zanhanim, ku północnemu zachodowi. Jest bramą otwartą dla ruchu kołowego. Zaraz po lewej stronie wjazd na teren posesji franciszkańskiego Klasztoru Najświętszego Zbawiciela – głównej siedziby Kustodii Ziemi Świętej.
W Jerozolimie stale pojawiają się pogłoski o przypuszczalnym zamknięciu Bramy Nowej. Jego powodem ma być zmiana infrastruktury komunikacyjnej miasta – przed bramą ma w niedalekiej przyszłości przejeżdżać kolejka miejska.
Po 2003 otwarto pod bramą olbrzymi tunel z dwupasmową drogą. Wjazd do tunelu znajduje się pomiędzy Bramą Jafy i północno-zachodnim narożnikiem murów miejskich – ulica Yafo, wyjazd w rozwidleniu ulicy Kheil Ha-Handasa.